# Pantodon
Pantodon is een monotypisch geslacht van straalvinnige vissen uit de familie van beentongvissen (Pantodontidae).

## Soorten
Het geslacht kent één soort:
- Pantodon buchholzi Peters, 1876 – Vlindervis